# Kilstreckad klintsäckmal
Kilstreckad klintsäckmal, Coleophora conspicuella, är en fjärilsart som beskrevs av Philipp Christoph Zeller 1849. Kilstreckad klintsäckmal ingår i släktet Coleophora, och familjen säckmalar, Coleophoridae. Arten är reproducerande i Sverige. Arten är reproducerande i både Sverige och Finland. I Finland har arten en sydlig utbredning och det förekommer fynd från Åland till Södra Karelen och den är rödlistad som Starkt hotad (EN). I Sverige förekommer arten i de sydostliga lanskapen med kärnområde Öland och Gotland, men även förekommande eller åtminstone noterad i Skåne, Småland, Västergötland och Södermanland. Inga underarter finns listade i Catalogue of Life.

## Bildgalleri

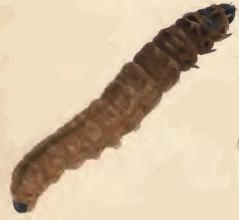
Illustration av Fjärilens larv.
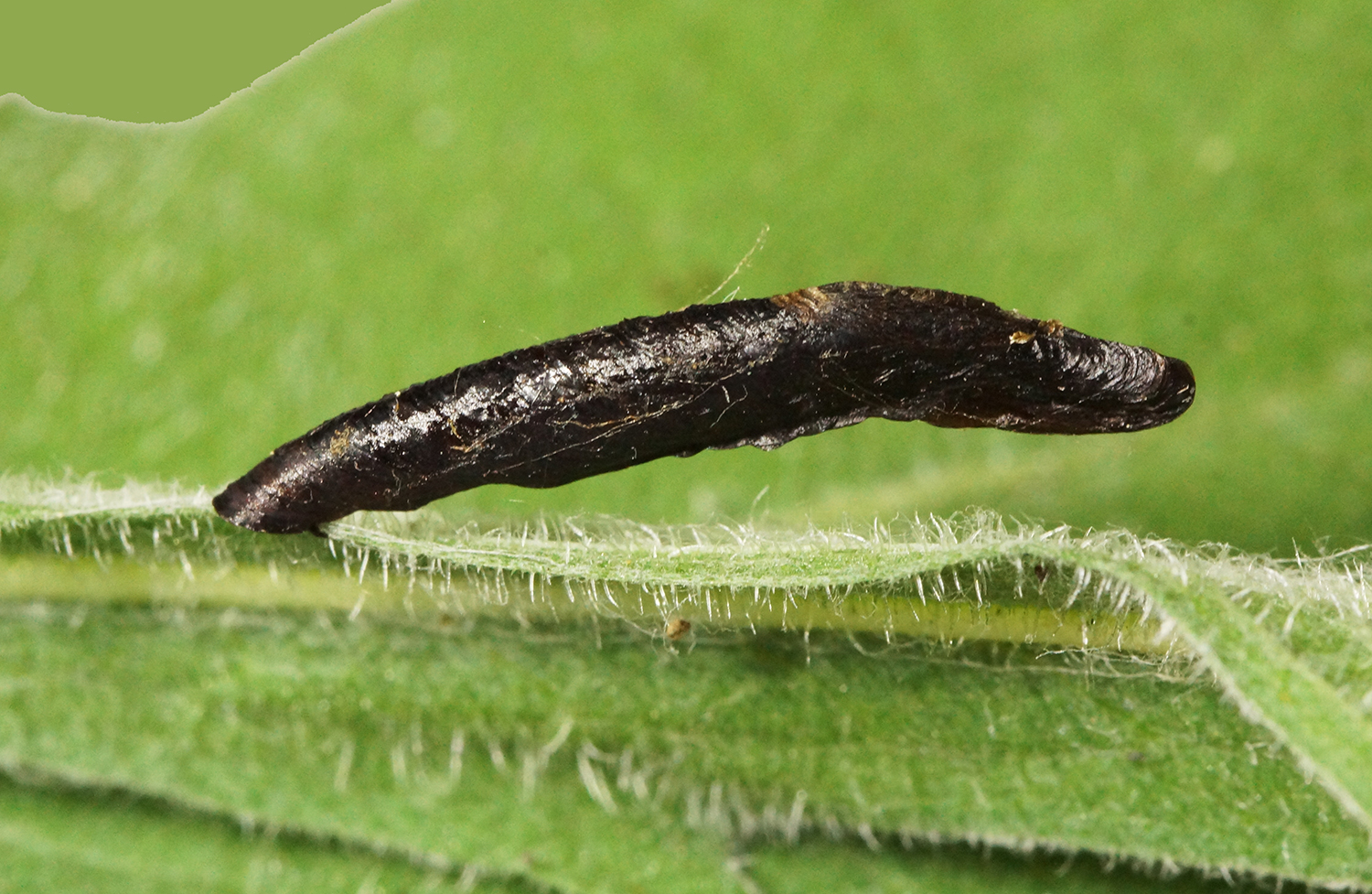
Fjärilslarv i sin säck.
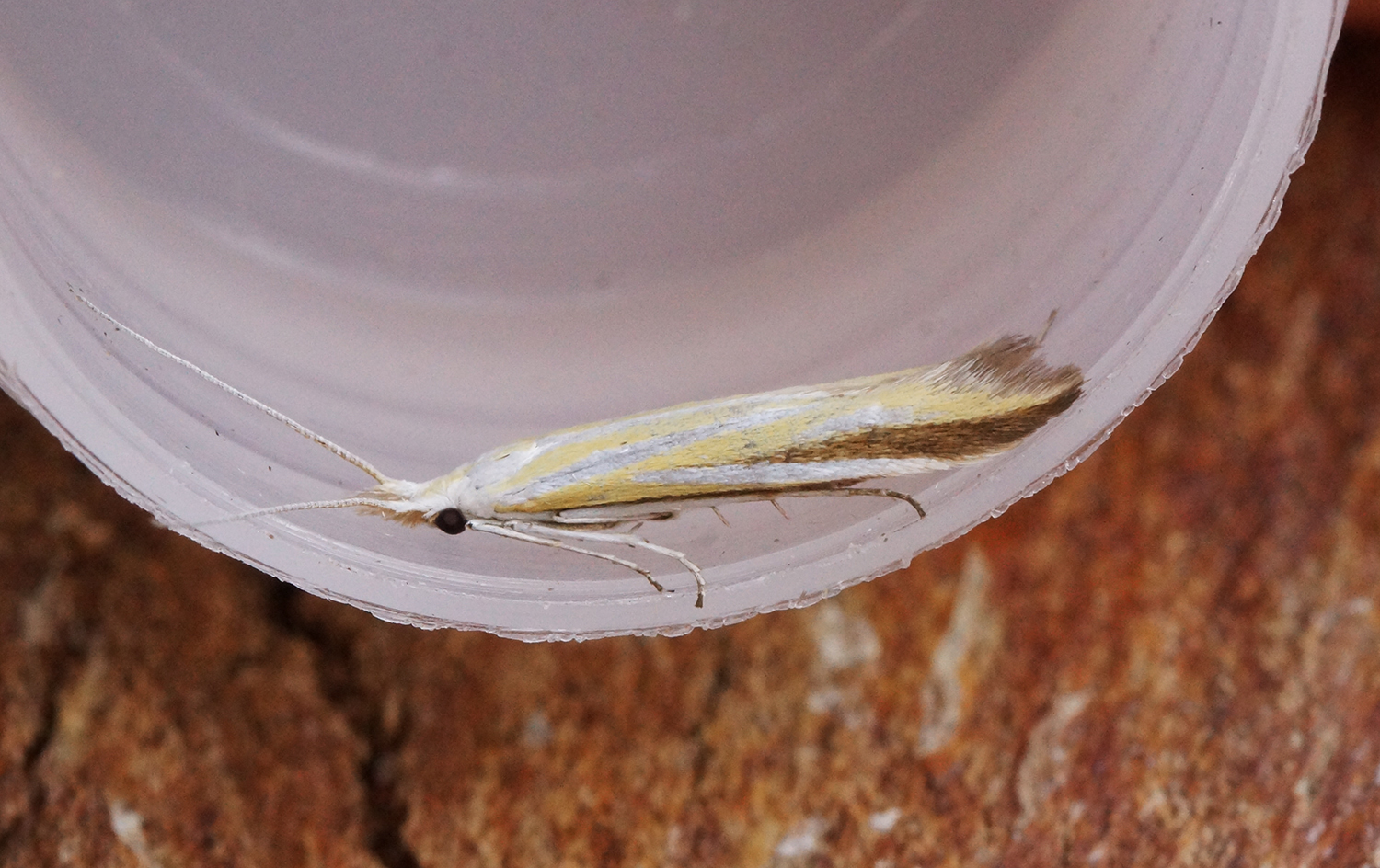
Imago fjäril.
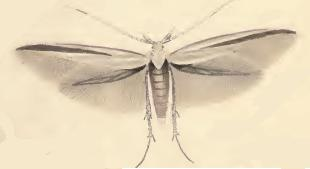
Illustration av imago fjäril med utbredda vingar.